# Guido Ceronetti

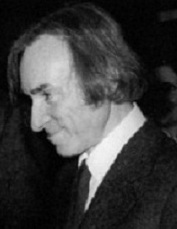
Guido Ceronetti (1982)

Guido Ceronetti (* 24. August 1927 in Turin; † 13. September 2018) war ein italienischer Aphoristiker, Dichter, Schriftsteller, Dramaturg und Journalist.

## Werdegang
Seine journalistische Karriere begann er nach dem Ende des Zweiten Weltkriegs bei der Tageszeitung La Stampa, bei der er bis zu seinem Tod arbeitete. Für seine Arbeit als Schriftsteller war es kennzeichnend, dass er reichhaltiges und bisher unveröffentlichtes Material sammelte und herausbrachte. Man kann ihn als Chronist der modernen Kultur bezeichnen.
1970 gründete er das Marionettentheater Teatro dei Sensibili zusammen mit seiner Frau Erica Tedeschi. Die von ihm entwickelten Stücke in italienischer, französischer, hebräischer und anderen Sprachen führte er zunächst nur im privaten Kreis, zu dem die Autoren Montale, Bassani und Soldati, der Regisseur Fellini und der Verleger Einaudi gehörten, auf. Nach Gründung des Teatro dei Sensibili ging er mit seinen poetischen Theaterstücken für Erwachsene und für Kinder, bei denen die Musik eine wichtige Rolle spielt, auf Reisen und zeigte sie in geschlossenen Räumen, aber auch in Parks und auf der Straße.
Ceronetti galt als profunder Übersetzer antiker Autoren, wie Catull, Juvenal und Martial.
Ceronetti übersetzte Teile der Bibel ins Italienische, u. a. das Hohelied, die Psalmen, das Buch Hiob und das Buch Kohelet.

## Schriften
- Albergo Italia, Turin, Einaudi, 1985.
  - Deutsche Übersetzung: Albergo Italia. Meine italienische Reise. München 1993. ISBN 978-3-44616261-7
- Compassioni e disperazioni. Tutte le poesie 1946-1986, Turin, Einaudi 1987.
  - Deutsche Übersetzung: Mitleidenschaften und Verzweiflungen. Gedichte. Mit literarischen Portraits von Fruttero & Lucentini und E. Cioran. Übers. von Oliver Mertins. Berlin, Ed. Galrev, 1999. ISBN 978-3-933149-12-1
- Il silenzio del corpo. Materiali per studio di medicina. Mailand 1979. ISBN 978-88-4590378-6
  - Deutsche Übersetzung: Das Schweigen des Körpers – Materialien und Gedanken zu einem Studium der Medizin. Frankfurt am Main Suhrkamp Verlag 1983. ISBN 3-51801810-8

- Pensieri del tè, Milano, Adelphi, 1987.
  - Deutsche Übersetzung: Teegedanken. Aus dem Italienischen von Viktoria von Schirach. Frankfurt, Suhrkamp Verlag, 1993.
- Alberto Arbasino, Italo Calvino und Guido Ceronetti: Unmögliche Interviews. Berlin, 1999.  ISBN 978-3-80311102-9